# Грчка на Светском првенству у атлетици на отвореном 2022.
Грчка је на 18. Светском првенству у атлетици на отвореном 2022. одржаном у Јуџину  од 15. до 25. јула учествовала осамнаести пут, односно учествовала је на свим првенствима до данас. Репрезентацију Грчке је представљало 19 учесника (7 мушкараца и 12 жена) који су се такмичили у 13 дисциплина (5 мушких и 8 женских). , 
На овом првенству Грчка је по броју освојених медаља делила 33. место са једном медаљом (сребрна).  У табели успешности према броју и пласману такмичара који су учествовали у финалним такмичењима (првих 8 такмичара) Грчка је са 3 учесника у финалу делила 26. место са 16 бодова. 
| Плас. | Земља | 1. место | 2. место | 3. место | 4. место | 5. место | 6. место | 7. место | 8. место | Бр. финал. | Бод. |
| ----- | ----- | -------- | -------- | -------- | -------- | -------- | -------- | -------- | -------- | ---------- | ---- |
| =26.  | Грчка | 0        | 1        | 0        | 1        | 1        | 0        | 0        | 0        | 3          | 16   |

## Учесници
| Мушкарци: - Александрос Папамихаил — Ходање 35 км - Емануил Каралис — Скок мотком - Милтијадис Тентоглу — Скок удаљ - Николаос Скарвелис — Бацање кугле - Анастасиос Латифљарис — Бацање кугле - Цхристос Франтзескакис — Бацање кладива - Михаил Анастасакис — Бацање кладива | Жене: - Кириаки Филтисакоу — Ходање 20 км - Кристина Пападопулу — Ходање 20 км, Ходање 35 км - Антигони Нтрисмпиоти — Ходање 35 км - Ефстатхиа Коуркоутсаки — Ходање 35 км - Татјана Гусин — Скок увис - Екатарини Стефаниди — Скок мотком - Елени-Клаудија Полак — Скок мотком - Николета Киријакопулу — Скок мотком - Спиридоула Кариди — Троскок - Хрисоула Анагностопоулоу — Бацање диска - Стаматиа Скарвелис — Бацање кладива - Елина Ценгко — Бацање копља |

## Освајачи медаља (1)

### Сребро (1)
- Милтијадис Тентоглу — Скок удаљ

## Резултати

### Мушкарци
| Атлетичар              | Дисциплина     | Лични рекорд | Квалификације | Квалификације | Полуфинале            | Полуфинале   | Финале               | Финале       | Детаљи |
| Атлетичар              | Дисциплина     | Лични рекорд | Резултат      | Место         | Резултат              | Место        | Резултат             | Место        | Детаљи |
| ---------------------- | -------------- | ------------ | ------------- | ------------- | --------------------- | ------------ | -------------------- | ------------ | ------ |
| Александрос Папамихаил | 35 км ходање   | 2:36:45      |               |               |                       |              | 2:34:48 НР, ЛР       | 29 / 40 (50) |        |
| Емануил Каралис        | Скок мотком    | 5,80         | 5,50          | 12. у гр А    |                       |              | Није се квалификовао | 22 / 28 (32) |        |
| Милтијадис Тентоглу    | Скок удаљ      | 8,60         | 8,03 кв       | 1. у гр Б     | 8,32                  |              |                      |              |        |
| Николаос Скарвелис     | Бацање кугле   | 21,05        | 75,07         | 13. у гр А    | Нису се квалификовали | 25 / 29 (30) |                      |              |        |
| Анастасиос Латифљарис  | Бацање кугле   | 19,93        | 18,98         | 13. у гр Б    | Нису се квалификовали | 26 / 29 (30) |                      |              |        |
| Михаил Анастасакис     | Бацање кладива | 77,72        | 72,40         | 13. у гр Б    | Нису се квалификовали | 25 / 28 (30) |                      |              |        |
| Цхристос Франтзескакис | Бацање кладива | 78,15        | 76,03 кв      | 5. у гр А     | 77,04                 | 9 / 28 (30)  |                      |              |        |

### Жене
| Атлетичарка              | Дисциплина     | Лични рекорд | Квалификације      | Квалификације      | Полуфинале            | Полуфинале   | Финале                | Финале       | Детаљи |
| Атлетичарка              | Дисциплина     | Лични рекорд | Резултат           | Место              | Резултат              | Место        | Резултат              | Место        | Детаљи |
| ------------------------ | -------------- | ------------ | ------------------ | ------------------ | --------------------- | ------------ | --------------------- | ------------ | ------ |
| Кириаки Филтисакоу       | 20 км ходање   | 1:32:23      |                    |                    |                       |              | 1:34:55 ЛРС           | 22 / 36 (41) |        |
| Кристина Пападопулу      | 20 км ходање   | 1:32:53      | 1:37:20 ЛРС        | 28 / 36 (41)       |                       |              |                       |              |        |
| Антигони Нтрисмпиоти     | 35 км ходање   | 2:47:48 НР   | 2:41:58 НР, ЛР     | 4 / 35 (41)        |                       |              |                       |              |        |
| Ефстатхиа Коуркоутсаки   | 35 км ходање   | 3:11:05      | 3:02:27 ЛР         | 27 / 35 (41)       |                       |              |                       |              |        |
| Кристина Пападопулу      | 35 км ходање   | 2:57:29      | Није завршила трку | Није завршила трку |                       |              |                       |              |        |
| Татјана Гусин            | Скок увис      | 1,91         | 1,90 =ЛРС          | 8. гр. Б           |                       |              | Није се квалификовала | 13 / 29 (30) |        |
| Катарини Стефаниди       | Скок мотком    | 4,91 НР      | 4,50 кв            | 1. у гр. Б         | 4,70 ЛРС              | 5 / 28 (30)  |                       |              |        |
| Елени-Клаудија Полак     | Скок мотком    | 4,70         | 4,35               | 6. у гр. А         | Нису се квалификовале | 22 / 28 (30) |                       |              |        |
| Николета Киријакопулу    | Скок мотком    | 4,83         | 4,35               | 13. у гр. А        | Нису се квалификовале | 24 / 28 (30) |                       |              |        |
| Спиридоула Кариди        | Троскок        | 14,19        | 13,63              | 11. у гр. Б        | Нису се квалификовале | 24 / 28      |                       |              |        |
| Хрисоула Анагностопоулоу | Бацање диска   | 62,40        | 58,15              | 9. у гр. А         | Нису се квалификовале | 19 / 30      |                       |              |        |
| Стаматиа Скарвелис       | Бацање кладива | 71,43        | 67,20              | 14. у гр. Б        | Нису се квалификовале | 26 / 30      |                       |              |        |
| Елина Ценгко             | Бацање копља   | 65,40        | 57,12              | 10. у гр. А        | Нису се квалификовале | 20 / 27 (29) |                       |              |        |